# Wahlenbergia hookeri
Wahlenbergia hookeri är en klockväxtart som först beskrevs av Charles Baron Clarke, och fick sitt nu gällande namn av Tuyn. Wahlenbergia hookeri ingår i släktet Wahlenbergia och familjen klockväxter. Inga underarter finns listade i Catalogue of Life.